# هاينز بيرت
هاينز بيرت (بالإنجليزية: Heinz)‏ هو عازف قيثارة ومغني بريطاني، ولد في 24 يوليو 1942 في دتمولد في ألمانيا، وتوفي في 7 أبريل 2000 في ساوثهامبتون في المملكة المتحدة بسبب تصلب جانبي ضموري.

## وصلات خارجية
- هاينز بيرت على موقع IMDb (الإنجليزية)
- هاينز بيرت على موقع ميوزك برينز (الإنجليزية)
- هاينز بيرت على موقع أول موفي (الإنجليزية)
- هاينز بيرت على موقع أول ميوزيك (الإنجليزية)
- هاينز بيرت على موقع ديسكوغز (الإنجليزية)
- هاينز بيرت على موقع قاعدة بيانات الفيلم (الإنجليزية)
- هاينز بيرت على موقع كينوبويسك (الروسية)